# Carmelo González
Carmelo José González Jiménez (Las Palmas de Gran Canaria, España, 9 de julio de 1983) es un futbolista español que juega de centrocampista en el Arucas C. F. de la Tercera División de España.

## Trayectoria
Formado en las categorías inferiores de la U. D. Las Palmas, debutó en Primera División en la temporada 2001-02, cuando aún se encontraba en categoría juvenil. Participó en la jornada 1, disputada el 26 de agosto de 2001 en el estadio de Son Moix, y anotó el último de los goles de su equipo en una victoria por 0-3 ante el R. C. D Mallorca. Tras un descenso a Segunda División al finalizar la campaña y otro a Segunda B en la 2003-04, Carmelo fichó por el Levante U. D., conjunto con el que consiguió el retorno a Primera en la temporada 2005-06.
En la nueva categoría continuó con los granotas, aunque fue cedido al Hércules C. F. durante el mercado de invierno de 2007. Del equipo alicantino pasó, en una nueva cesión, al C. D. Numancia de Soria, donde logró un nuevo ascenso a Primera en la temporada 2007-08. En el verano de 2008, tras finalizar su vinculación con el Levante, fichó por el Real Sporting de Gijón, que también había conseguido promocionar de categoría junto con los sorianos. Al finalizar la temporada 2010-11 renovó su contrato con el Sporting hasta 2014. El 12 de febrero de 2013 rescindió su contrato con el club gijonés.
Fichó entonces por el Buriram United F. C., equipo con el que consiguió el campeonato de la Liga de Tailandia además de convertirse en el máximo goleador de la competición con veintitrés tantos. El 10 de noviembre conquistó el título de la Copa de Tailandia tras imponerse al Bangkok Glass F. C. por 1-3 en la final, en la que fue el autor de uno los goles del Buriram. Posteriormente, el día 23 del mismo mes, también se proclamó campeón de la Copa de la Liga. El 2 de noviembre de 2014 consiguió su segunda Liga tailandesa después de una victoria por 2-1 frente al Police United F. C. en la que anotó el primer gol de su equipo.
En julio de 2016 fichó por el Al-Ittihad Kalba de los Emiratos Árabes Unidos, pero un mes después la directiva del club rescindió su contrato sin que llegase a debutar.

## Selección nacional
Con la selección española sub-17 fue campeón de la Meridian Cup celebrada en Italia en 2001. En categoría sub-19, conquistó el Campeonato de Europa disputado en Noruega en el año 2002. También fue campeón de la Copa del Atlántico con la selección sub-20 en 2003 y disputó un partido con la sub-21 frente a Noruega.

## Clubes
| Club                    | País      | Año       |
| ----------------------- | --------- | --------- |
| U. D. Las Palmas "B"    | España    | 2000-2001 |
| U. D. Las Palmas        | España    | 2001-2005 |
| Levante U. D.           | España    | 2005-2007 |
| Hércules C. F.          | España    | 2007      |
| C. D. Numancia de Soria | España    | 2007-2008 |
| Real Sporting de Gijón  | España    | 2008-2013 |
| Buriram United F. C.    | Tailandia | 2013-2014 |
| Suphanburi F. C.        | Tailandia | 2014-2016 |
| Arucas C. F.            | España    | 2017-     |

## Palmarés

### Campeonatos nacionales
| Título            | Club                 | País      | Año  |
| ----------------- | -------------------- | --------- | ---- |
| Copa Kor Royal    | Buriram United F. C. | Tailandia | 2013 |
| Liga tailandesa   | Buriram United F. C. | Tailandia | 2013 |
| Copa de Tailandia | Buriram United F. C. | Tailandia | 2013 |
| Copa de la Liga   | Buriram United F. C. | Tailandia | 2013 |
| Copa Kor Royal    | Buriram United F. C. | Tailandia | 2014 |
| Liga tailandesa   | Buriram United F. C. | Tailandia | 2014 |

### Copas internacionales
| Título             | Club                 | País      | Año  |
| ------------------ | -------------------- | --------- | ---- |
| Toyota Premier Cup | Buriram United F. C. | Tailandia | 2014 |

### Distinciones individuales
| Distinción                            | Año  |
| ------------------------------------- | ---- |
| Máximo goleador de la Liga tailandesa | 2013 |